# 西城管理委员会 (山阴县)
西城管理委员会，是中华人民共和国山西省朔州市山阴县下辖的一个类似乡级单位。

## 行政区划
西城管理委员会下辖以下地区：
广益社区、集贤社区、德望社区、幸福社区和惠丰社区。